# Élections sénatoriales américaines de 1976
Les élections sénatoriales américaines de 1976 sont un ensemble d'élections qui se tiennent le 2 novembre 1976, concernent les 33 sièges de « classe 1 » sur les 100 sièges du Sénat des États-Unis. Le mandat des sénateurs dure six ans.